# Damià Abella
Damià Abella Pérez, hay Damià, (sinh ngày 15 tháng 4 năm 1982 tại Figueres, Catalonia, Tây Ban Nha) là một cầu thủ bóng đá Tây Ban Nha đang chơi cho Real Betis thuộc La Liga Tây Ban Nha. Damià là một hậu vệ cánh phải.

## Sự nghiệp

### UE Figueres
Câu lạc bộ đầu tiên của Damià là câu lạc bộ địa phương của anh Figueres là nơi anh chơi mùa giải 2003/2004. Anh đã chơi 19 trận và ghi 3 bàn.

### Barcelona
Damià khởi đầu ở La Liga cho Barcelona đấu với Athletic Bilbao vào ngày 30 tháng 10 năm 2004.